# Nędza (gemeente)
De gemeente Nędza is een landgemeente in het Poolse woiwodschap Silezië, in powiat Raciborski.
De zetel van de gemeente is in Nędza.
In 2007 telde de gemeente 7272 inwoners.

## Oppervlaktegegevens
De gemeente heeft een oppervlakte van 57,14 km², waarvan:
- agrarisch gebied: 36,9%
- bossen: 47,6%

De gemeente beslaat 10,5% van de totale oppervlakte van de powiat.

## Demografie
Stand op 30 juni 2004:
| Omschrijving                   | Totaal | Totaal | Vrouwen | Vrouwen | Mannen | Mannen |
| ------------------------------ | ------ | ------ | ------- | ------- | ------ | ------ |
| eenheid                        | aantal | %      | aantal  | %       | aantal | %      |
| inwoners                       | 7282   | 100    | 3739    | 51,3    | 3543   | 48,7   |
| bevolkingsdichtheid (inw./km²) | 127,4  | 127,4  | 65,4    | 65,4    | 62     | 62     |

In 2002 bedroeg het gemiddelde inkomen per inwoner 1181,74 zł.

## Plaatsen
- Babice
- Ciechowice
- Górki Śląskie
- Łęg
- Nędza (siedziba urzędu gminy)
- Szymocice
- Zawada Książęca

## Aangrenzende gemeenten
Kuźnia Raciborska, Lyski, Racibórz, Rudnik
- Virtual International Authority File: 300402085